# Heterorhabditis zealandica
Heterorhabditis zealandica är en rundmaskart som först beskrevs av Wim M. Wouts 1979.  Heterorhabditis zealandica ingår i släktet Heterorhabditis och familjen Heterorhabditidae. Inga underarter finns listade i Catalogue of Life.